# École supérieure des beaux-arts de Dresde
L’École des beaux-arts de Dresde (HfBK Dresden, Kunsthochschule Dresden ou Kunstakademie Dresden), fondée à Dresde en 1764, est l'une des plus anciennes écoles d'art d'Allemagne.

## Implantation
Le 6 février 1764, le prince Xavier de Saxe devient l'administrateur-fondateur d'une nouvelle académie de peinture (Kunstakademie), au nom de son neveu encore dans sa minorité, le prince-électeur Frédéric-Auguste Ier de Saxe. L'institution comprend dans un premier temps un second établissement, plus petit, situé à Leipzig, subordonné à celui de Dresde, la future Hochschule für Grafik und Buchkunst Leipzig.

### Académie des beaux-arts des Terrasses Brühl

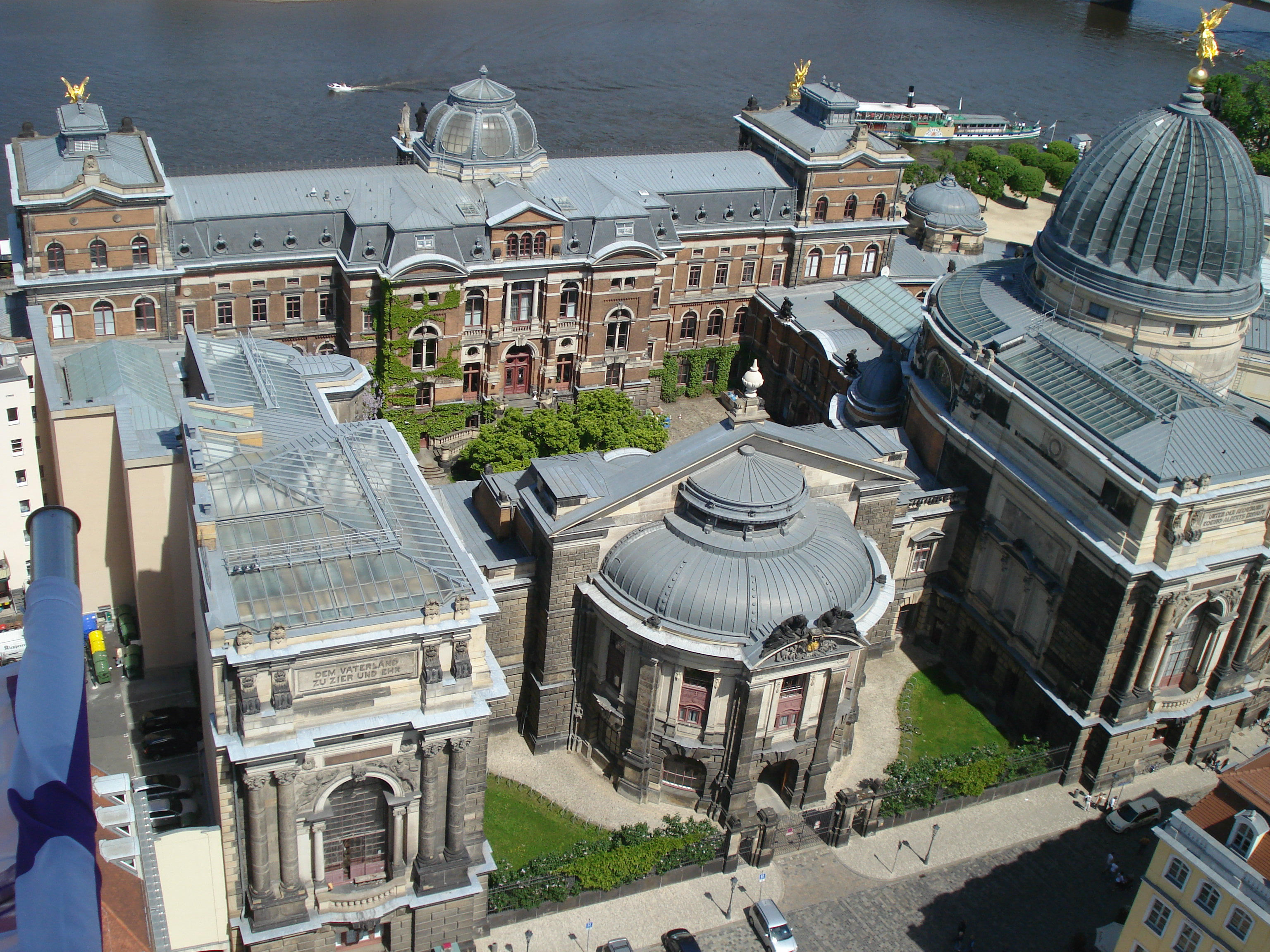
L’Académie des beaux-arts sur la Terrasse Brühl, vue de l'église Notre-Dame.

L’Académie des beaux-arts, l’un des trois bâtiments formant l’école aujourd’hui, occupe l’un des plus beaux endroits de la ville, la Terrasse Brühl (de), à côté de l’église Notre-Dame. C’est Constantin Lipsius (en) qui a conçu cet édifice rectangulaire à cour intérieure de style historicisant, construit entre 1887 et 1894. Il a été critiqué à l'époque pour son aspect massif, qui gâchait un des plus beaux aménagements urbains d'alors. Cet édifice, bien reconnaissable à sa coupole de verre en forme de presse-citron abritait, outre l’Académie des beaux-arts, les salles d'exposition de la Société des beaux-arts de Saxe, et depuis 2005 cet espace est devenu la Kunsthalle des Collections nationales de Dresde. En 1945, tous ces édifices avaient été endommagés par les flammes. Dès 1952, les remises en état furent suffisantes pour que les cours de l’Académie puissent reprendre. De 1991 à 2002, la pavillon Lipsius fit l'objet d'une réparation complète, et les ailes détruites lors de la dernière guerre ont été reconstruites. Les ateliers, le rectorat et les salles d'exposition (où se déroule chaque année la remise des diplômes) se trouvent sur la terrasse Brühl.

### L'école des arts décoratifs

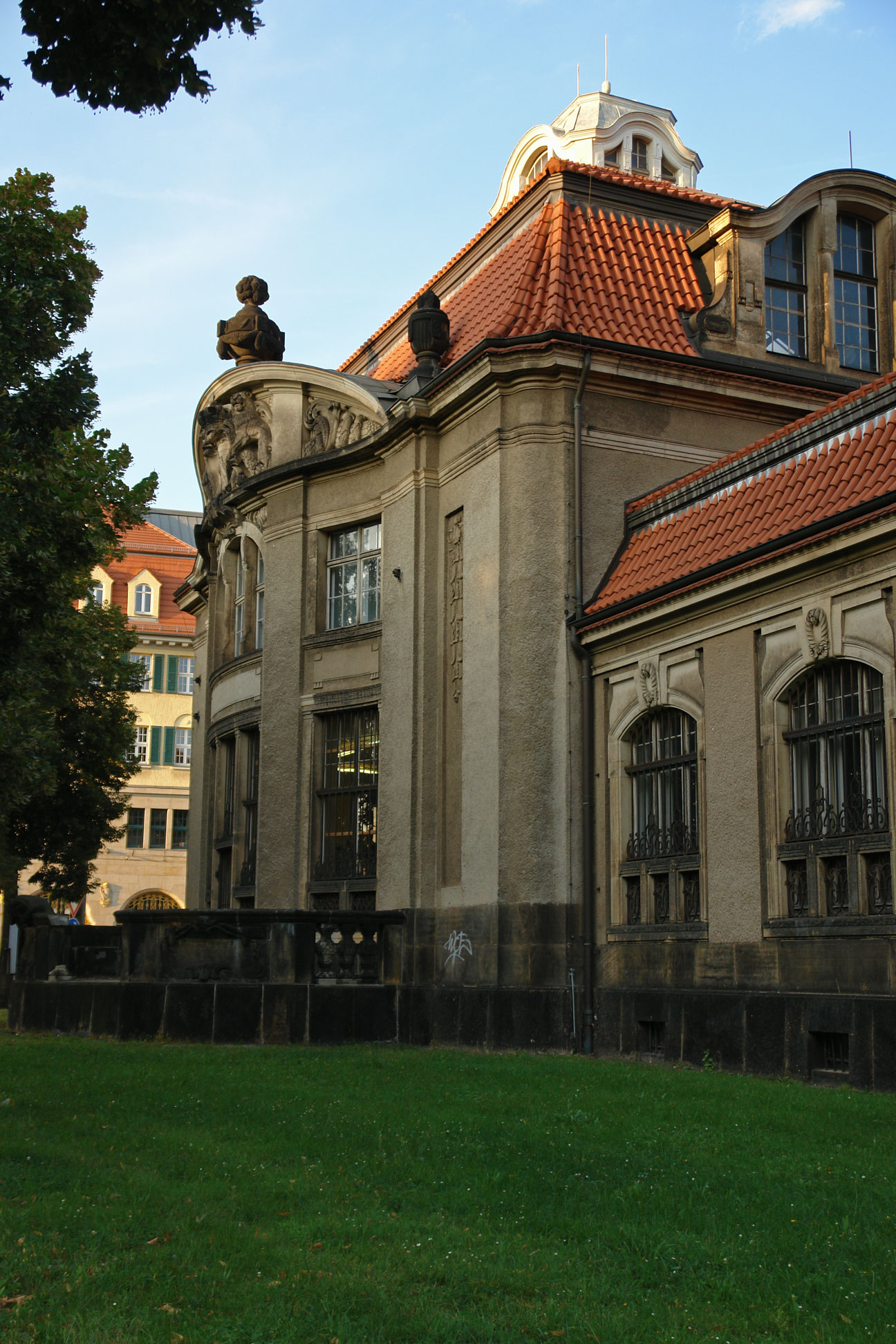
L'école des arts décoratifs dans la Güntzstrasse.

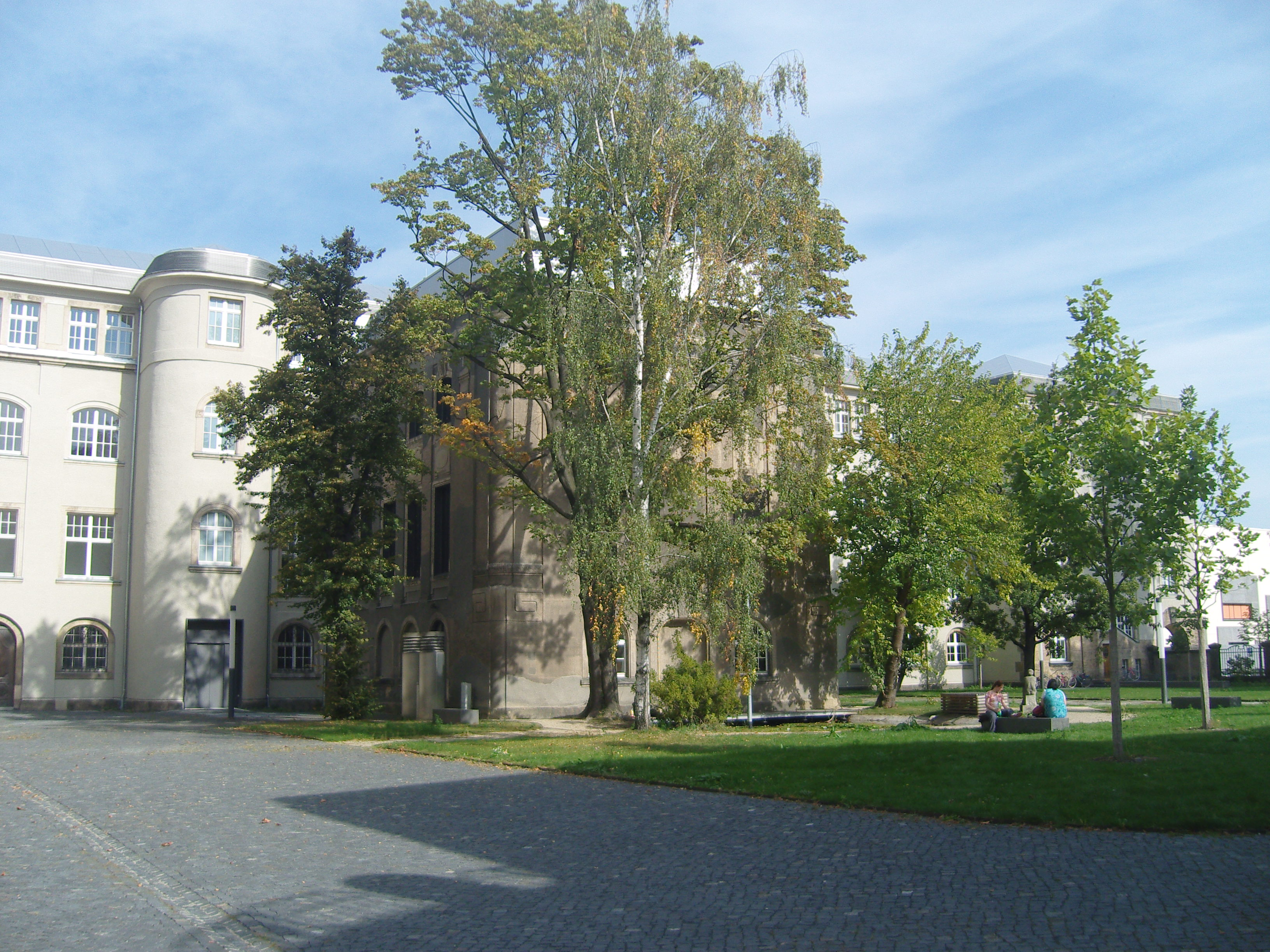
Cour intérieure côté Güntzstrasse.

Les ateliers du cursus Restauration, scénographie et costume se trouvent au no 34 de la Güntzstrasse, dans le quartier de Johannstadt, ainsi que le cursus « décoration théâtrale ».

### Les ateliers de sculpture
L'école dispose en outre, et toujours dans Johannstadt, d'un département sculpture aux no 81-83 de la Pfotenhauerstrasse, dont les ateliers ont été construits en 1910 sur un terrain vague. Tous les ans, au début du mois de juillet, les remises de diplôme se partagent entre la Terrasse Brühl et ce bâtiment de la Pfotenhauerstrasse.

## Historique
En 1764, l'électeur Frédéric-Christian créait dans sa capitale une Académie générale de peinture, de sculpture, de gravure et d'architecture. Cette académie était en quelque sorte l'héritière de l’École de dessin et de peinture de Dresde, fondée en 1680, ce qui en fait l'une des plus anciennes académies des beaux-arts du monde germanophone. Elle occupa d'abord la maison des Fürstenberg, de 1768 à 1786, avec pour premier directeur le peintre français Charles-François Hutin. À la mort de Hutin, en 1776, l’institut fut repris en alternance par Johann Eleazar Zeissig, dit Schenau, et Giovanni Battista Casanova.
L'École polytechnique de l’Antonsplatz accueillit en 1875-1876 l'École royale d'Artisanat de Saxe (Sächsische Kunstgeswerbeschule). Le musée des beaux-arts en devint l'un des départements en 1876. En 1906-1908, cette institution déménagea dans le nouveau bâtiment (de) qui lui était destiné. En 1914, le musée devint indépendant de l'école, et il possède aujourd'hui son siège au château de Pillnitz. La Kunstgewerbeschule est devenue l’École nationale d'artisanat (Staatliche Hochschule für Werkkunst), et a fusionné en 1950 avec l’Akademie der Bildenden Künste Dresden pour former la Hochschule für Bildende Künste Dresden.

## Les cursus
Les cursus beaux-arts (peinture, graphisme, sculpture, audiovisuel) comportent dix semestres et sont sanctionnés par un diplôme.
Le cursus Technologie, conservation et restauration du patrimoine artistique et culturel est, parmi les formations de niveau réellement universitaire, l'un des plus anciens et des plus renommés d’Allemagne. Le cursus décoration théâtrale et costumes et le diplôme de spécialisation scénographie, par leur orientation professionnelle vers les arts de la création, sont presque uniques en Allemagne.
Avec l'ouverture d'un laboratoire théâtral en avril 2000 dans la Güntzstrasse, l'école s'est dotée d'un espace de création et d'essai permettant aux étudiants de la filière théâtre de réaliser de nouveaux types de projets.
La formation de 3e cycle Kunst-Therapie, ouverte en 1996, n'est par ailleurs proposée qu'à l’École des beaux-arts de Weissensee à Berlin. Elle est destinée aux artistes et pédagogues souhaitant se spécialiser dans le secteur socio-artistique.

## Galerie

Vues de l'École supérieure des beaux-arts de Dresde
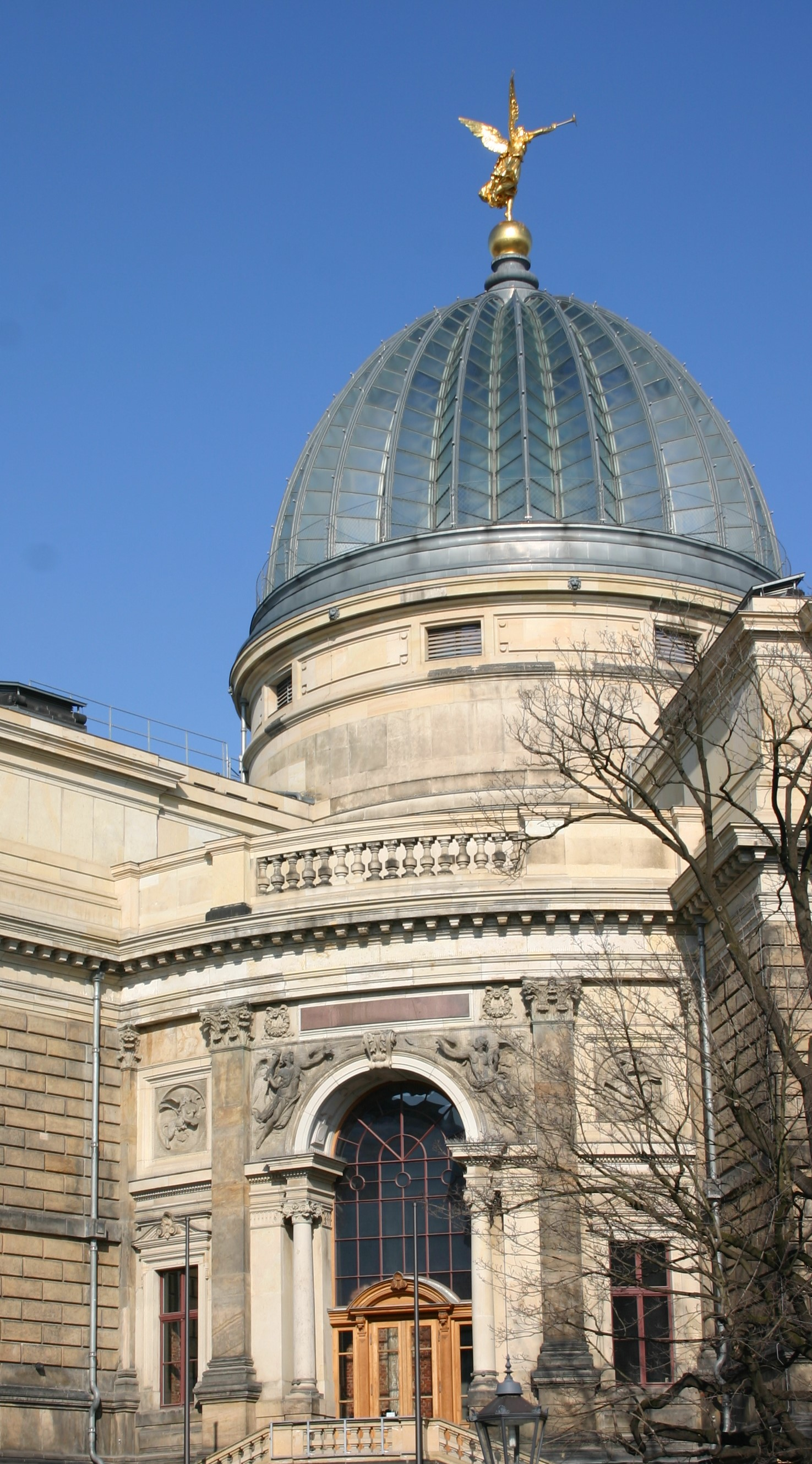
La coupole de verre de l'école, appelée le « presse-citron ».
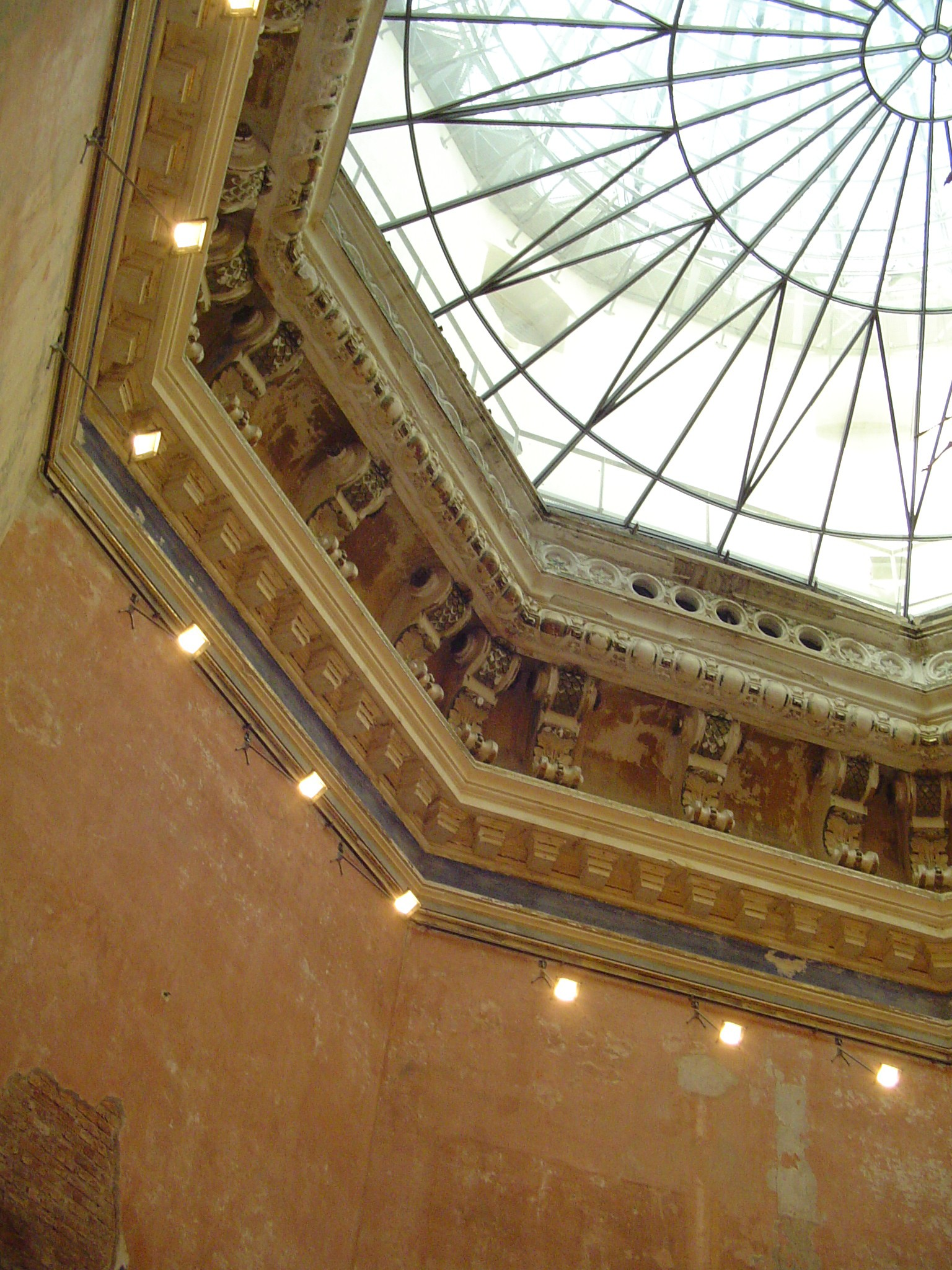
Vue de l'intrados sous la coupole de verre.
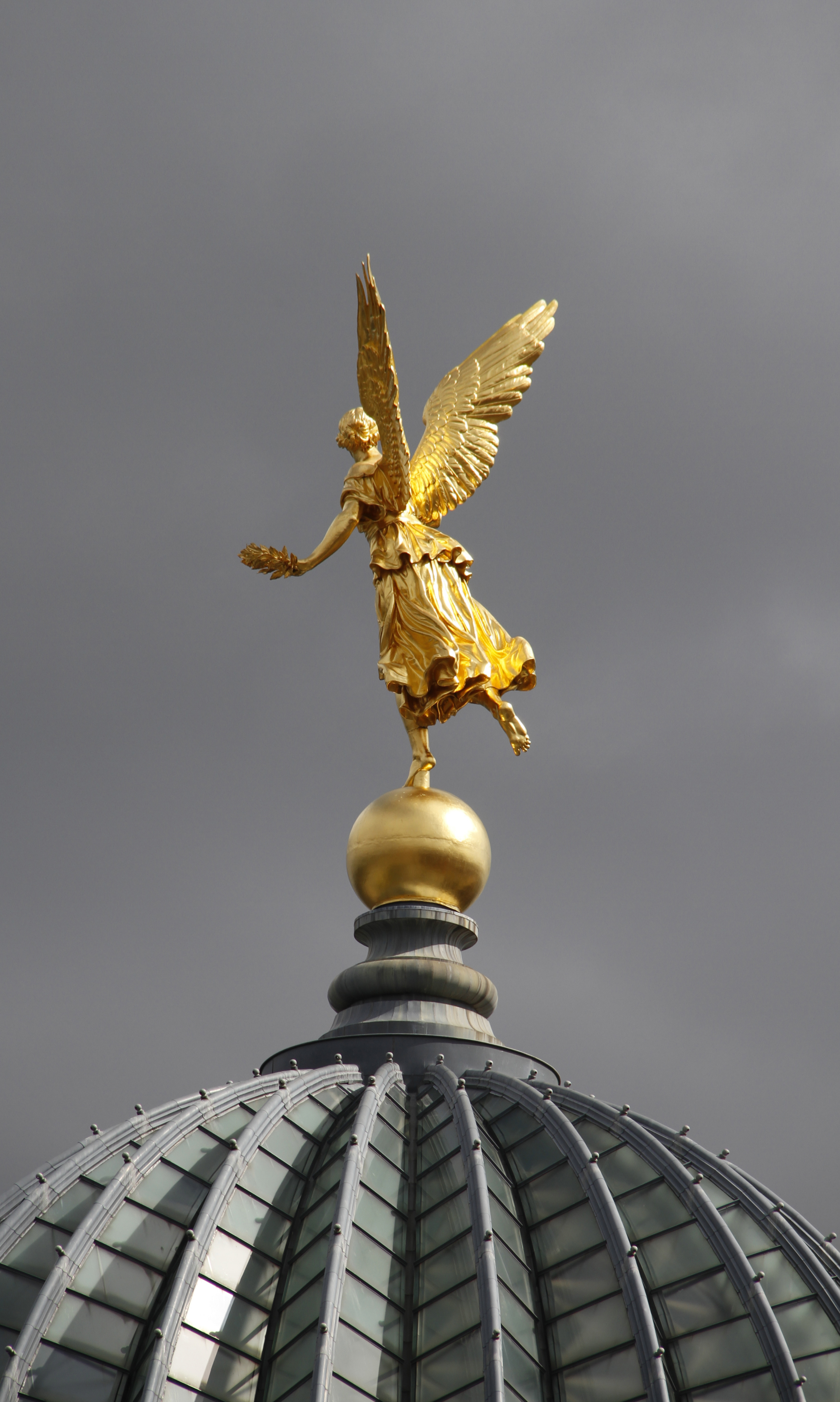
La Gloire, statue sommitale de la coupole de verre.

## Personnalités
- Otto Dix (1891-1969)
- Gussy Hippold-Ahnert (1910-2003)
- Mopsa Sternheim (1905-1954)